# أيديولوجيا حزب الله
تم تلخيص أيديولوجيا حزب الله بأنها جذرية شيعية. تم تشكيل حزب الله إلى حد كبير بمساعدة أتباع آية الله روح الله الخميني في أوائل الثمانينيات من أجل نشر الثورة الإسلامية واتباع نسخة متميزة من الإيديولوجية الشيعية الإسلامية (ولاية الفقيه أو الوصاية على الفقهاء الإسلاميين) التي وضعها آية الله روح الله الخميني زعيم «الثورة الإسلامية» في إيران.

## البيان
أعلن حزب الله وجوده في 16 فبراير 1985 في «برنامج حزب الله». تمت قراءة هذه الوثيقة من قبل المتحدث الرسمي باسم الشيخ إبراهيم الأمين في مسجد الأوزاعي في غرب بيروت ونشر في وقت واحد في صحيفة السفير اللبنانية «برنامج حزب الله، رسالة مفتوحة لجميع المظلومين في لبنان والعالم» وكتيب منفصل نشر لأول مرة بالكامل باللغة الإنجليزية في عام 1987.
وفقا ل«برنامج حزب الله» فإن مبادئ إيديولوجيته هي:
- طرد الأمريكيين والفرنسيين وحلفائهما بالتأكيد من لبنان ووضع حد لأي كيان استعماري على أرضنا.
- تقديم الكتائب إلى سلطة عادلة وتقديمهم جميعا إلى العدالة على الجرائم التي ارتكبوها ضد المسلمين والمسيحيين.
- السماح لجميع أبناء شعبنا بتحديد مستقبلهم واختيار الحرية في كل شكل للحكومة حسب رغبتهم. ندعوهم جميعا إلى اختيار خيار الحكم الإسلامي الذي وحده قادر على ضمان العدالة والحرية للجميع. لا يمكن إلا لنظام إسلامي أن يوقف أي محاولات مؤقتة في المستقبل من التسلل الإمبريالي إلى بلدنا.

آية الله الخميني في عام 1979.

اعتبر آية الله روح الله الخميني كزعيم الذي «أوامره مطاعة». دعا المسيحيين إلى «فتح قلوبكم لدعوتنا» و«احتضان الإسلام» وأشار إلى أن «الله قد جعل... لا يطاق للمسلمين للمشاركة في... نظام لا يستند إلى... الشريعة». إن إسرائيل هي «جزء من الولايات المتحدة في عالمنا الإسلامي».
على نطاق أوسع وصف الزعيم الحالي حسن نصر الله إيديولوجية حزب الله بأنه «محوران رئيسيان: أولا الاعتقاد بالقاعدة من قبل قضاء عادل والالتزام بقيادة الخميني وثانيا استمرار الحاجة إلى النضال ضد العدو الإسرائيلي».
في أوائل التسعينات خضع حزب الله لما سماه عدد من المراقبين بعملية «اللبنة» التي تنعكس في قبول لبنان متعدد الطوائف والتقارب مع مجموعة متنوعة من القوى غير الإسلامية والمشاركة في السياسة الانتخابية والتركيز على توفير الرعاية الاجتماعية لدوائرها الشيعية اللبنانية. تم التعبير عن هذا الاتجاه من الناحية الدينية وكذلك الاستراتيجية:
منذ ذلك الحين نشر حزب الله بيانا جديدا في 1 ديسمبر 2009 يحول اتجاهه إلى البقاء متماسكا بشكل أفضل مع الوضع الراهن في مجتمعه المحلي. هذا البيان الجديد يحتوي على اللغة التي تضعف الخطاب الإسلامي وتركز أكثر على الاندماج في مجتمعهم. علاوة على ذلك يدعو البيان الجديد إلى القضاء على النظام الطائفي المعمول به حاليا في لبنان ويدعو إلى استبدال النظام بنظام علماني حديث. ومع ذلك فإن البيان الجديد ينص على أن الولايات المتحدة وإسرائيل لا يزالان أعداء حزب الله الرئيسيين. علاوة على ذلك فإنه يلغي إمكانية إجراء مناقشة مفتوحة بشأن حقه في حمل السلاح. هي تسعى إلى تحقيق هذا البرنامج بمساعدة مختلف الحلفاء المتشابهين في المنطقة.

## الإسلاميون الشيعة
يوضح بيان حزب الله الأصلي لعام 1985 ما يلي:
شكل حزب الله إلى حد كبير بمساعدة أتباع آية الله الخميني في أوائل الثمانينيات من أجل نشر الثورة الإسلامية واتباع نسخة متميزة من الفكر الإسلامي الشيعي الذي وضعه آية الله روح الله الخميني زعيم الثورة الإسلامية في إيران. على الرغم من أن حزب الله يؤمن بنظام الصوت الواحد فإنه يختلف مع الحصص المتعددة الطائفية في إطار اتفاق الطائف إلا أنه لا ينوي فرض نظام الصوت الواحد لشخص واحد على المسيحيين في البلاد.
يرى حزب الله أن صراعه مع إسرائيل والشعب اليهودي هو دافع ديني. تاريخ الصراع العربي الإسرائيلي هو تكرار للتفاعلات السلبية بين اليهود من القرون الوسطى العربية ومحمد والأمة المبكرة الموصوفة في القرآن والنصوص الإسلامية الكلاسيكية الأخرى. الله وفقا لعلم لاهوت حزب الله لعن كل اليهود طوال الوقت وعلى مر التاريخ. يعتقد حزب الله (وكذلك الزعماء السياسيين الدينيين لإيران) أن تدمير إسرائيل سيؤدي إلى ظهور المهدي المنتظر (حسب المعتقد الشيعي). هذه القضايا موجودة بشكل مستقل عن المعاملة الإسرائيلية للفلسطينيين أو حتى وجود دولة إسرائيل على الرغم من أن حزب الله لديه اعتراضات قوية على هذه المسائل الأرضية أيضا. قال زعيم حزب الله حسن نصر الله في مقابلة أن "إسرائيل كيان غير شرعي وأنه يشكل تهديدا للمنطقة". إنه تهديد مستمر للمنطقة بأسرها ولا يمكننا أن نتعايش مع هذا التهديد وهذا هو السبب في أن الهدف النهائي للأمة [العربية والإسلامية] هو إنهاء وجود إسرائيل بغض النظر عن المشاكل والحساسيات وكل ما حدث ويمكن أن يحدث بين الفلسطينيين وغير الفلسطينيين والشيعة والسنة والمسلمين والمسيحيين".

## المواقف والتصريحات والإجراءات المتعلقة

### إسرائيل والصهيونية
منذ بداية حزب الله حتى الوقت الحاضر كان القضاء على دولة إسرائيل هدفا أساسيا لحزب الله. حزب الله لا يعارض الحكومة وسياسات دولة إسرائيل فحسب بل أيضا كل مدني يهودي يعيش في إسرائيل. جاء في بيان عام 1985 أن «نضالنا لن ينتهي إلا عندما يتم طمس هذا الكيان ونحن لا نعترف بأي معاهدة معها ولا وقف إطلاق النار ولا اتفاقات سلام». قال الأمين العام نصر الله «إسرائيل هي كيان غير شرعي وغير قانوني يقوم على الباطل والمذابح والأوهام» ويعتبر أن القضاء على إسرائيل سيحقق السلام في الشرق الأوسط «ولا يوجد حل للصراع في هذه المنطقة باستثناء اختفاء إسرائيل». في مقابلة مع صحيفة واشنطن بوست قال نصر الله: «أنا ضد أي مصالحة مع إسرائيل ولا أدرك حتى وجود دولة تسمى إسرائيل. أرى أن وجوده ظالم وغير قانوني ولهذا إذا أبرم لبنان اتفاق سلام مع إسرائيل وجلب ذلك الاتفاق إلى مجلس النواب فإن نوابه سيرفضونه ويرفض حزب الله أي مصالحة مع إسرائيل من حيث المبدأ... وعندما يكون اتفاق السلام الذي اختتم بين الحكومة اللبنانية وإسرائيل فإننا بالتأكيد لن نختلف مع الحكومة اللبنانية حول ذلك لكننا لن نحدث أي اضطراب من ذلك». في عام 1993 خلال عملية أوسلو للسلام فإن نصر الله وعدد آخر من كبار جنرالات حزب الله عارضوا بشدة أي اتفاق سلام نهائي بين الإسرائيليين والفلسطينيين لدرجة أنهم اتهموا رئيس السلطة الوطنية الفلسطينية ياسر عرفات بالتجديف والغدر بالشعب المسلم. مازال حزب الله يعترض اعتراضا قويا على عملية السلام الإسرائيلية الفلسطينية حتى يومنا هذا. تستخدم القدس وقبة الصخرة كنقطة تجمع في أدب حزب الله ووسائل الإعلام والموسيقى لتدمير إسرائيل ودعم فلسطين.
في مقابلة أجريت في عام 1999 أوضح نصر الله «الحد الأدنى من الطلبات الثلاثة: انسحاب [إسرائيلي] من جنوب لبنان وسهل البقاع الغربي والانسحاب من الجولان وعودة اللاجئين الفلسطينيين». هدف إضافي هو تحرير السجناء المحتجزين في السجون الإسرائيلية وبعضهم سجن لمدة ثمانية عشر عاما.
كثيرا ما يستخدم احتلال إسرائيل لمزارع شبعا إلى جانب وجود سجناء لبنانيين في السجون الإسرائيلية كذريعة ولتبرير استمرار الأعمال الحربية التي يقوم بها حزب الله ضد إسرائيل حتى بعد انسحاب إسرائيل من لبنان في عام 2000. ومع ذلك قال حسن عز الدين المتحدث باسم حزب الله:
في 26 مايو 2000 بعد الانسحاب الإسرائيلي من جنوب لبنان قال حسن نصر الله: "أقول لكم: هذه "إسرائيل" التي تمتلك أسلحة نووية وأقوى سلاح جوي في هذه المنطقة أكثر هشاشة من شبكة العنكبوت. أرى و. كروغلانسكي وموشيه يعلون وبروس هوفمان وإفرايم إنبار وموقع واي نيت الإخباري فسروا نظرية "العنكبوت" على أنها المفهوم الذي عبر عنه زعيم حزب الله حسن نصر الله بأن إجلال إسرائيل للحياة البشرية والمجتمع وقيمه الغربية المتسامحة تجعله ضعيفا وناعما ومستضعفا. هذا المجتمع على الرغم من التقدم التكنولوجي سوف ينهار تحت الحرب المستمرة وإراقة الدماء.
في عام 2002 وفقا لهيئة الإذاعة البريطانية فإن حزب الله "أعلن أنه مستعد لفتح جبهة ثانية ضد إسرائيل لدعم الانتفاضة". في مقابلة عام 2003 أجاب نصر الله على أسئلة تتعلق بإنشاء دولة فلسطينية التي أقيمت إلى جانب دولة إسرائيلية تقول "أنه لن يخرب ما هو في النهاية مسألة فلسطينية". ولكن حتى يتم التوصل إلى هذه التسوية فسوف يستمر في تشجيع الانتحاريين الفلسطينيين". في المقابلة نفسها قال نصر الله "في نهاية الطريق لا يمكن لأحد الذهاب للحرب نيابة عن الفلسطينيون حتى لو لم يتفق ذلك مع ما اتفق عليه الفلسطينيون" مضيفا "بالطبع سوف يزعجنا أن القدس تذهب إلى إسرائيل... [ولكن] دعنا نحدث لا شيء". بالمثل في عام 2004 عندما سئل عما إذا كان مستعدا للعيش مع تسوية الدولتين بين إسرائيل وفلسطين قال نصر الله أنه لن يخرب ما هو مسألة فلسطينية. قال أيضا أنه خارج لبنان لن يعمل حزب الله إلا بطريقة دفاعية تجاه القوات الإسرائيلية وأن صواريخ حزب الله تم الحصول عليها لردع الهجمات على لبنان.
في مقابلة أجراها في العام 2003 أجاب نصر الله على أسئلة تتعلق بمحادثات السلام المتجددة بين الفلسطينيين والإسرائيليين مشيرا إلى أنه لن يتدخل في ما يعتبره «مسألة فلسطينية في المقام الأول». ومع ذلك في خطبه لأتباعه قال أنه يوفر ترشيد التفجيرات الانتحارية. بالمثل في عام 2004 عندما سئل عما إذا كان مستعدا للعيش مع تسوية الدولتين بين إسرائيل وفلسطين قال نصر الله مرة أخرى أنه لن يخرب ما هو في النهاية «مسألة فلسطينية». إنه خارج لبنان فإن حزب الله لن يتصرف إلا بطريقة دفاعية تجاه القوات الإسرائيلية وأن صواريخ حزب الله تم الحصول عليها لردع الهجمات على لبنان.
في عام 2004 حظرت قناة المنار التلفزيونية المملوكة لحزب الله في فرنسا على أساس أنها تحرض على الكراهية العنصرية. أشارت المحكمة إلى بث في 23 نوفمبر 2004 اتهم فيه أحد المتكلمين إسرائيل بنشر الإيدز عمدا في الدول العربية.
إن رغبة حزب الله في أن يتم مقايضة السجناء الإسرائيليون مع إسرائيل أدت إلى اختطاف حزب الله للجنود الإسرائيليين مما أدى إلى نشوب الصراع بين إسرائيل ولبنان عام 2006.
في مارس 2009 في خطاب بمناسبة عيد ميلاد محمد قال نصر الله: «طالما أن حزب الله موجود فإنه لن يعترف بإسرائيل». رفض شرطا مسبقا للحوار. كان ملصق حزب الله البارز في تجمع مايو 2009 يحمل صورة سحابة عيش الغراب مع رسالة «أيها الصهيوني إذا كنت تريد هذا النوع من الحرب فليكن».

### الولايات المتحدة
خلال السنوات التي سبقت تأسيسها الرسمي كان حزب الله مسؤولا أو مسؤولا جزئيا عن عدة هجمات على أهداف غربية (معظمها أمريكي) ووجهت إليه مسؤولية قتل العديد من الأميركيين. نفى حزب الله تورطه في الهجمات لكن بيانه يدعي أن «العالم كله يعلم أن من يرغب في معارضة الولايات المتحدة فتلك القوة العظمى المتغطرسة لا يمكن أن ينغمس في الأعمال الهامشية التي قد تنحرف عن هدفها الرئيسي أن يمزق جذوره الأساسية وهي الولايات المتحدة». كان أنصار حزب الله يرددون «الموت لأمريكا» في المظاهرات كل عام. هذا الموقف يعكس موقف الحكومة الإيرانية.
قال زعيم حزب الله فضل الله للمراسل: «نحن نعتقد أنه لا يوجد فرق بين الولايات المتحدة وإسرائيل فهذا الأخير مجرد امتداد للولايات المتحدة وأن الولايات المتحدة مستعدة لمحاربة العالم كله للدفاع عن وجود إسرائيل وأمنها. هناك دولتان يعملان في وئام تام والولايات المتحدة لا تميل بالتأكيد إلى ممارسة الضغط على إسرائيل».
على شبكة تلفزيون المنار التي ينظر إليها من قبل "ما يقدر بنحو 10-15 مليون شخص يوميا في جميع أنحاء العالم" يتم تصوير الولايات المتحدة من قبل صورة متحركة من "تمثال الحرية كالغول ثوبها يقطر الدم وسكين بدلا من الشعلة في يدها المتصاعدة. في الفيديو باللغة العربية... يختتم بعبارة: "أمريكا تدين بالدم للبشرية جمعاء".

### اليهود واليهودية
أعلن حزب الله أنه يميز بين الصهيونية واليهودية وأنه يعارض الصهيونية.
- في 30 نوفمبر 2009 أثناء قراءة البيان السياسي الجديد للحزب أعلن حسن نصر الله أن «مشكلتنا مع [الإسرائيليين] ليست أنهم يهود بل هم محتلون يغتصبون أرضنا وأماكن مقدسة».[57]
- في مؤتمر مؤيد للفلسطينيين عقد في بيروت عام 2005 ذكر ممثل حزب الله في مجلس النواب اللبناني عبد الله القصير[58] أن «حزب الله لم يكن أبدا ضد الأديان وحزب الله يدعم جميع الأديان ويدعم الحوار بين الأديان وليس لديه أي مشكلة مع أي الدين بينما يعتبر حزب الله الصهيونية العدو وليس اليهود كشعب أو دين».[59]
- يقول جوزيف الأغا أن حزب الله «لا يعتبر سوى اليهود الذين يعيشون في إسرائيل صهيونيين يجب أن يقتلوا».[60] خلص الأغا إلى أن حزب الله «لا يميز ضد اليهود كدين ولا كعرق» وأنه «ليس معادي للسامية في توجهها العام».
- قال حسين رحال المتحدث باسم حزب الله في تعليقه على مشروع حديث لإعادة بناء كنيس ماغين أبراهام في بيروت أن المجموعة أيدت استعادة الكنيس: «نحن نحترم الديانة اليهودية تماما مثلما نفعل مع المسيحية.... اليهود لديهم عاشوا دائما بيننا ولدينا قضية مع احتلال إسرائيل للأرض».[61]
- أعرب بعض اليهود الأرثوذكس من ناطوري كارتا عن دعمهم لحزب الله ونضالهم الصهيوني.[62]

ومع ذلك اتهمت المجموعة باستخدام اللاسامية.
- يخصص روبرت س. وستريش فصلا كاملا من تاريخه الشامل والعالمي لمعاداة السامية والهيمنة القاتلة وحزب الله وغيره من الجماعات المعادية للسامية المتشابهة التفكير. في كتابه وصف ويستريش معاداة السامية لحزب الله بأنه "ازدراء يقتصر عادة على الأعداء الضعفاء والجبناء وكما هو الحال مع الدعاية لحماس للحرب المقدسة فقد اعتمد حزب الله على التشويه اللانهائي لليهود بوصفهم أعداء للإنسانية والتآمر والخصوم الكاملين للخطط الشيطانية لاستعباد العرب وهو يدمج بين الإسلاميين التقليديين المناهضين لليهودية وأساطير المؤامرة الغربية والعالم الثالث المناهض للصهيونية والازدراء الشيعي الإيراني لليهود على أنهم النجس الطائفي والكفار الفاسدون.[63]
- وصف جيفري غولدبرغ وهو كاتب في مجلة النيويوركر الجماعة بأنها "منظمة متطرفة جدا ومعادية للسامية".[64] قال أن حزب الله احتضن أيديولوجية "مزج بين القومية العربية المناهضة للصهيونية الخطاب النبوي من القرآن والأكثر إثارة للقلق المعتقدات المعادية للسامية ونظريات المؤامرة للفاشية الأوروبية".[65] مقال نشره جيفري غولدبرغ في النيويوركر في عام 2002 نقلا عن إبراهيم الموسوي أخبار "في المنار ووصف اليهود بأنهم آفة على جبين التاريخ.[66]
- انتقدت محطة «المنار» التلفزيونية المملوكة لحزب الله من أجل بث «دعاية معادية للسامية» في شكل دراما تلفزيونية تصور مؤامرة اليهودي الذي يرغب في الهيمنة على العالم[67][68][69] واتهمت اليهود بنشر الإيدز عمدا.[70][71] كما استخدم حزب الله مواد تعليمية لاسامية مصممة لكشافة أعمارهم تبلغ 5 سنوات.[72][73]
- في عام 1996 دعا حزب الله المسلمين إلى مقاطعة فيلم «يوم الاستقلال» واصفا إياه بأنه «دعاية لما يسمى بعبقرية اليهود وقلقهم المزعوم للإنسانية».[74] في الفيلم ساعد عالم يهودي يلعب دوره جيف غولدبلوم إنقاذ العالم من غزو أجنبي. قال غولدبلوم أن «حزب الله قد غاب عن هذه النقطة: الفيلم ليس عن اليهود الأميركيين إنقاذ العالم بل هو العمل الجماعي بين الناس من مختلف الديانات والجنسيات لهزيمة عدو مشترك». أضاف غولدبلوم أن حملة حزب الله المعادية لليهود «لا تناسبني».
- خصصت أمل سعد غريب وهي كاتبة ومحللة سياسية لبنانية فصلا كاملا من كتابها «حزب الله: السياسة والدين» لتحليل معتقدات حزب الله المعادية لليهود.[75] تؤكد أمل أنه على الرغم من أن الصهيونية قد أثرت في معاداة حزب الله ضد اليهودية إلا أنها «لا تتوقف عليها» لأن كراهية حزب الله لليهود هي أكثر من دوافع دينية من دوافع سياسية.
- بحسب شاوول شاي فإن حسن نصر الله كثيرا ما أدلى ببيانات حادة معادية للسامية لا تعيد إحياء إسرائيل كدولة فحسب وإنما أيضا الشعب اليهودي كله في حين تستخدم مواضيع مأخوذة من معاداة السامية الكلاسيكية والمسلمة.[76]

كما عزيت البيانات المعادية للسامية إلى شخصيات بارزة في حزب الله وحسن نصر الله.
- في خطاب عام 1998 بمناسبة يوم عاشوراء الذي نشر في الموقع الرسمي لحسن نصر الله[77][78][79] في ذلك الوقت أشار نصر الله إلى إسرائيل على أنهم «حفدة القردة والخنازير - اليهود الصهاينة» وأدانهم بأنهم «قتلة الأنبياء».[80][81]

The Axis of Evil: Iran, Hizballah, And The Palestinian Terror. Shaul Shai,
Transaction Publishers, 2005,
(ردمك 978-0-7658-0255-2), 262 pages, P. 131.
</ref> قام معهد بحوث إعلام الشرق الأوسط ولجنة متابعة الدقة في تقارير الشرق الأوسط في أمريكا وشاول شاي تفسير هذه اللغة بأنها لاسامية على نطاق واسع.
- بحسب وزارة الخارجية الإسرائيلية قال حسن نصر الله الذي تحدث في حفل «عاشوراء» في 9 أبريل 2000 أن «اليهود اخترعوا أسطورة الفظائع النازية... أي شخص يقرأ القرآن والكتابات المقدسة للديانات التوحيدية ترى ما فعلوه للأنبياء وما هي أعمال الجنون وذبح اليهود التي نفذت على مر التاريخ... أي شخص يقرأ هذه النصوص لا يمكنه التفكير في التعايش معهم في سلام أو القبول بتواجدهم ليس فقط في فلسطين عام 1948 ولكن حتى في قرية صغيرة في فلسطين لأنهم سرطان يمكن أن ينتشر مرة أخرى في أي لحظة».[83]
- قال شاؤول شاي في خطاب ألقاه في بيروت وأذيع على قناة المنار في 28 سبتمبر 2001: «ماذا يريدون اليهود، يريدون الأمن والمال، على مر التاريخ كان اليهود أكثر جبن وأبشع المخلوقات وإذا نظرتم في جميع أنحاء العالم فسوف تجدون أن لا أحد أكثر بؤسا أو جشعا مما هي عليه».
- باديح شيبان في مقاله المؤرخ في 23 أكتوبر 2002 في صحيفة ذا ديلي ستار قال نصر الله: «إذا تجمع اليهود في إسرائيل فإن ذلك سيوفر لنا عناء الذهاب إليهم في جميع أنحاء العالم».[84] يعتقد تشارلز غلاس أن الاقتباس كان على الأرجح في تصريحات أخرى نشرت عن خطاب نصر الله الذي لم يكن له إشارة إلى التعليق المعادي للسامية وتصريحات رئيس التحرير للصحيفة اللبنانية التي نشرت الاقتباسات التي شككت في كل من الترجمة و«جدول أعمال مترجم». كتب غلاس أيضا أن المتحدثة باسم حزب الله وفاء حطيط أنكرت أن نصر الله أدلى بهذا البيان.[85]
- نقلت الصحيفة عن أمل حسن غريب عن حسن نصر الله قوله: «إذا بحثنا في العالم بأسره عن شخص أكثر جبن وخسة وضعف في النفس والعقل والإيديولوجيا والدين فلن نجد أي شخص مثل اليهود ولا أقول الإسرائيليون».[86][87]
- نقلت الصحيفة عن نائب المدير العام لحزب الله الشيخ نعيم قاسم قوله: «لقد أثبت تاريخ اليهود أنه بغض النظر عن الاقتراح الصهيوني فإنهم شعبا شريرا في أفكارهم».[88]
- أثناء تصويره على تلفزيون المنار أشاد حسن نصر الله بناقدي المحرقة الأوروبيين المعروفين ديفيد إيرفينغ وروجيه غارودي.[89]

## الموقف من استخدام القوة المسلحة لتحقيق الأهداف
يقول بيان حزب الله المؤسس لعام 1985:
حزب الله يعتبر أي عمل عنف يرتكب ضد أي إسرائيلي «مقاومة شرعية».

## حقوق المرأة
تمشيا مع ثقافة لبنان العلمانية والمساواة عموما يعترف حزب الله ويعزز حقوق المرأة إلى حد ما أقوى مما تفعله الجماعات الأخرى المرتبطة بالجهاد الإسلامي وفقا لنموذج حزب الله «النموذج والمثال».
قال أحد أعضاء المجلس السياسي لحزب الله في حديثه إلى مراسل على شبكة الإنترنت في يوليو 2006 أن «حزب الله يختلف عن العديد من الجماعات الإسلامية في تعاملنا مع النساء ونحن نعتقد أن المرأة لديها القدرة على المشاركة في جميع أجزاء الحياة». كتب مراسل صحيفة أونلين جورنال:

## الطائفية
تحدث زعيم حزب الله حسن نصر الله مرات عديدة ضد الطائفية وقال أنه سيكون أول من «ينضم إلى حكومة سنية حقيقية». هاجم حزب الله تنظيم داعش في محاولة لإشعال الفتنة الطائفية في لبنان. قال نائب حزب الله في مجلس النواب اللبناني حسن فضل الله أن الطائفية والسياسيين المتعطشين للسلطة والديمقراطية الصامتة هي من بين العوامل الرئيسية التي حالت دون قيام دولة لبنانية قوية. في حين أن حزب الله يعارض بشدة الطائفية فإن مشاركته في دعم النظام البعثي بقيادة بشار الأسد ضد المعارضة سورية والتي معظمها من السنة وقليل من العلويين والدروز والمسيحين في الحرب الأهلية السورية ساهمت في التوترات الطائفية مع المسلمين السنة اللبنانيين. قال مسؤولو حزب الله أن هدفهم هو الدفاع عن لبنان وسوريا من التكفيريين وهو مصطلح يستخدمونه للدلالة على القوى الإسلامية السنية ولكن العديد من السنة يفسرونه كطرفة ضدهم ككل إسلامية أو غير إسلامية.

## الروابط الخارجية
- المنطق الأخلاقي لحزب الله من قبل مارتن كرامر.
- حزب الله: حساب التفاضل والتكامل للجهاد من قبل مارتن كرامر.
- الوثيقة السياسية لحزب الله